# Artanema bantamense
Artanema bantamense är en tvåhjärtbladig växtart som beskrevs av Cornelis Andries Backer. Artanema bantamense ingår i släktet Artanema och familjen Linderniaceae. Inga underarter finns listade i Catalogue of Life.